# Lerchenau

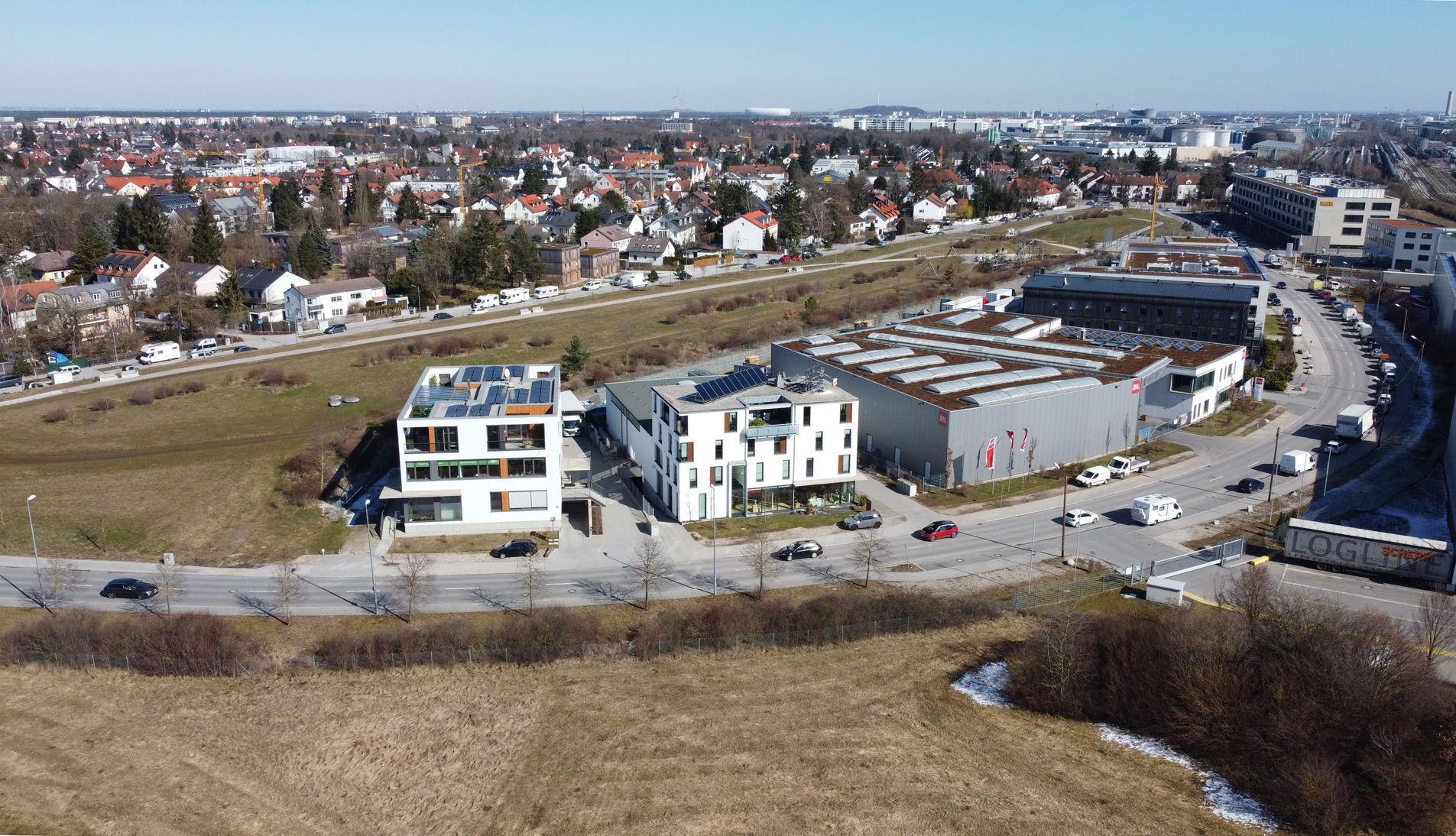
Wilhelmine-Reichard-Straße (vorne) und Grünfläche an der Schittgablerstraße, Luftaufnahme März 2021

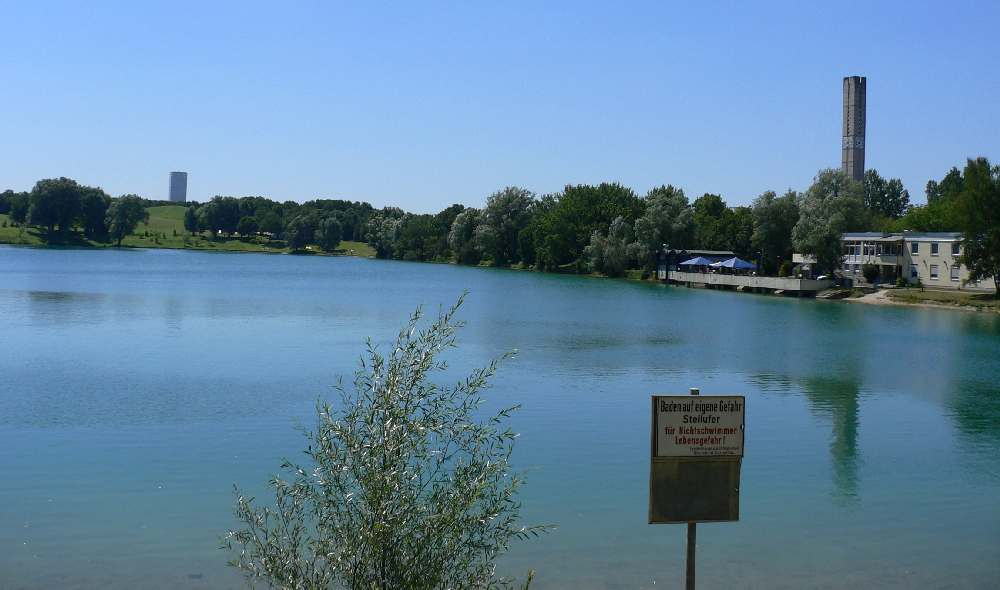
Lerchenauer See mit Blick auf das Uptown München und die Kapernaumkirche

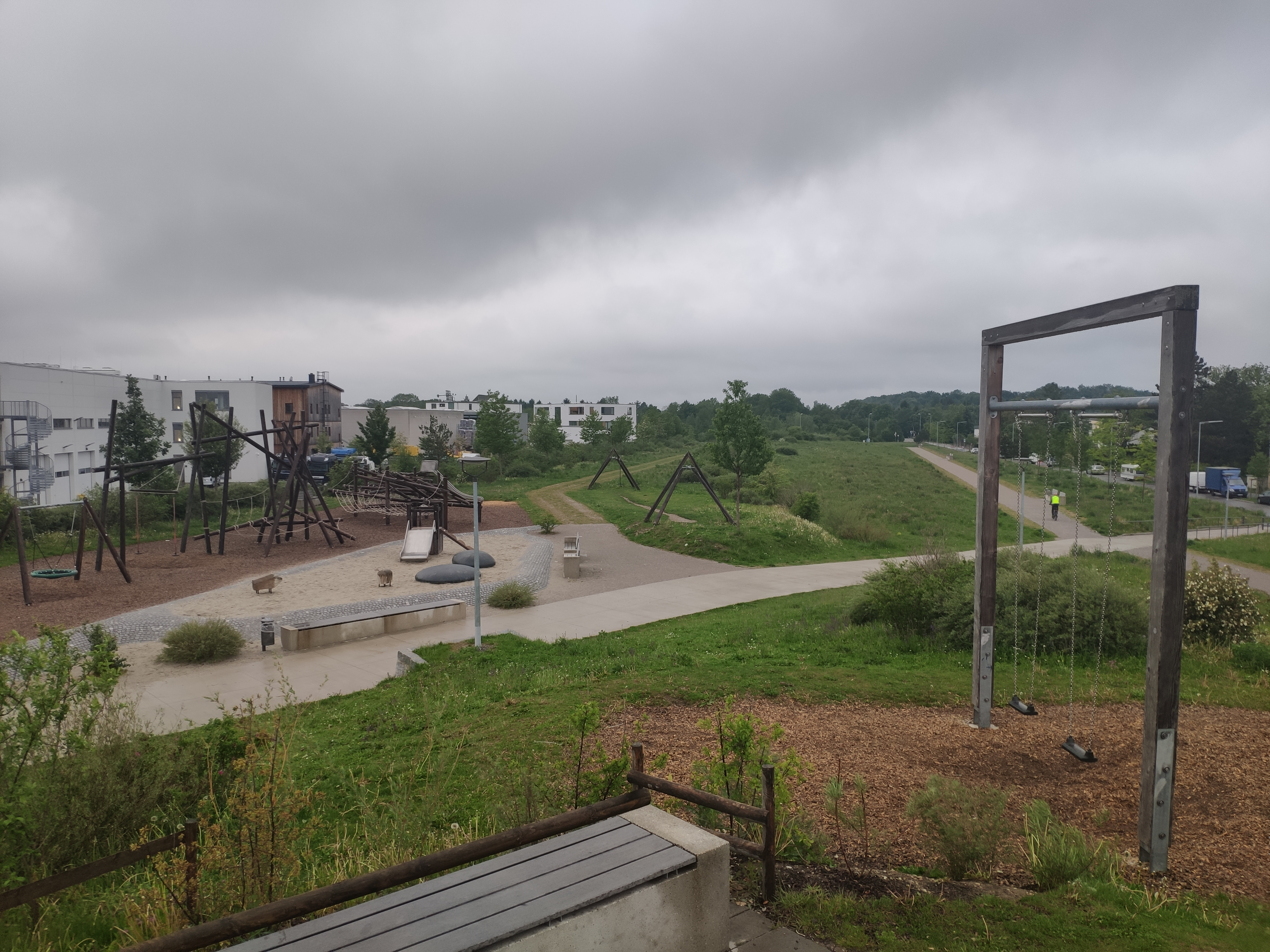
Grünfläche an der Schittgablerstraße

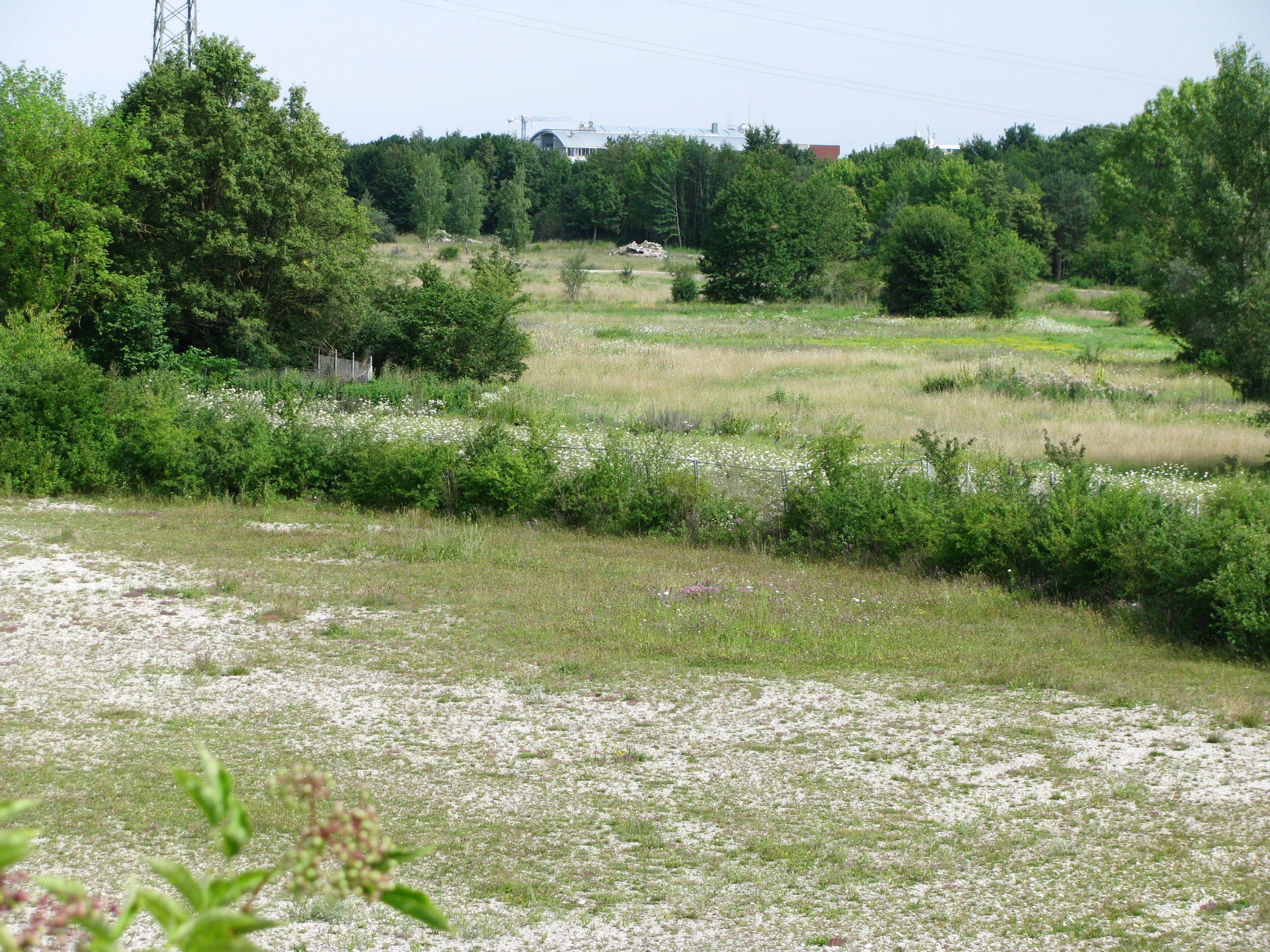
Virginia-Depot

Die Lerchenau ist ein Viertel im Norden Münchens im Südosten des Stadtbezirks Feldmoching-Hasenbergl.

## Bezirksteile
Die Lerchenau erstreckt sich über die zwei Bezirksteile Lerchenau West und Lerchenau Ost/Hasenbergl. Im Norden grenzt das Viertel Harthof, im Westen das Viertel Ludwigsfeld, im Süden das Viertel Am Riesenfeld und im Osten das Viertel Am Hart an.
Lerchenau West liegt im mittleren Südteil des Stadtbezirks, zwischen der Gundermannstraße im Norden und den Bahngleisen, die zum Rangierbahnhof Nord führen, im Süden. Im Osten grenzt die Eberwurzstraße das Stadtviertel ab. Im Westen geht das Viertel nach der Siedlung am Lerchenauer See in die Fasanerie-Nord über. Dort leben 13.123 Menschen [2023]. Lerchenau Ost/Hasenbergl umfasst die ursprüngliche Kolonie Lerchenau um die Lerchenauer Straße bis einschließlich der sogenannten Hase-Lerche-Wiese. Dort leben 34.615 Menschen [2023].

## Kolonie Lerchenau
Die Lerchenau ist eine Siedlungskolonie, die ab dem Jahr 1901 im damals noch selbständigen Feldmoching entstand, da die Bevölkerung im Raum München immer stärker zunahm. Feldmochinger Bauern verkauften an den Rändern zur Stadt hin Grundstücke und es entstanden die Fasanerie-Nord (seit 1897), die Lerchenau und Am Hart (seit 1908) mit Gärtnereien und Siedlungshäusern. Der Name ist auf ein früheres, sehr vogelreiches Jagdgebiet für Niederwild der Schlossherren von Schleißheim zurückzuführen. Tatsächlich erwähnt schon Lorenz Westenrieder, als er 1792 einen Spaziergang von Schleißheim aus zur Schwaige St. Georg (Milbertshofen) und weiter über den Würmkanal zur Stadt München beschreibt, die Lerchen: "Die Lerche stieg jezt zum leztenmal gen Himmel, und verguldete sich oben noch einmal im milden Glanz, und, der Lerche vorüber, flog der einsamere Rab".
In der weiteren Entwicklung gehörte die Lerchenau zu Feldmoching, wurde nach 1914 eigenständig und mit Feldmoching 1938 nach München eingemeindet.
1963 zog der 1896 gegründete Münchner SC (Deutschlands ältester, unverändert bestehende Hockeyclub) in die Lerchenau.
Die Lerchenau ist ein Ort der Kulturgeschichtspfade in München.

## Geographie
Die Lerchenau wird im Osten von der Schleißheimer Straße (bzw. nördlich des Münchner SCs von der Eberwurzstraße) begrenzt, dort liegt das Virginia-Biotop im Anschluss das Viertel Am Hart. Im Süden begrenzt der Münchner Nordring, dort liegt westlich der Lerchenauer Straße die Grünfläche an der Schittgablerstraße und in einem Wohngebiet der Krempelhuberplatz, im Süden schließt sich das Viertel Am Riesenfeld an. Westlich der Bahnlinie liegt der Lerchenauer See, davon südlich, auch am Münchner Nordring die Eggarten-Siedlung, im Westen schließt sich das Viertel Ludwigsfeld an. Im Norden schließt sich über den Grünzug Feldmochinger Anger der Bezirksteil Feldmoching und nördlich der Hase-Lerche-Wiese das Hasenbergl an.

## Verkehrsanbindung
Über den Christl-Marie-Schultes-Weg, eine Fuß- und Radwegunterführung unter dem Nordring der Bahn zwischen Wilhelmine-Reichard-Straße und der Straße Am Oberwiesenfeld wird die südliche Lerchenau mit dem U-Bahnhof Oberwiesenfeld verbunden. 2019 entstand dort die 3,7 ha große Grünfläche an der Schittgablerstraße.

## Kultur und Bildung
- Kirche St. Agnes, Waldrebenstraße 15a, 1957 erbaut
- Willy-Brandt-Gesamtschule München
- International Bilingual School Munich

## Wirtschaft
In der Lerchenau liegt der Firmensitz von Sono Motors, das Kompetenzzentrum Batteriezelle von BMW und das Werk 2 des Giesinger Bräus.

## Grünflächen
- Am Krempelhuberplatz
- Grünfläche an der Schittgablerstraße
- Hase-Lerche-Wiese
- Lerchenauer See

## Persönlichkeiten
(Quelle: )
- Wilhelm Bierofka
- Franz Maget
- Andreas Ottl
- Otto Zehentbauer